# Finisterre (parroquia)
Finisterre(llamada oficialmente Santa María de Fisterra) es una parroquia y una villa española del municipio de Finisterre, en la provincia de La Coruña, Galicia.

## Entidades de población
Entidades de población que forman parte de la parroquia:
- Cabo (O Cabo)
- Finisterre (Fisterra)
- La Insua (A Insua)
- San Roque

## Demografía

### Parroquia
| Gráfica de evolución demográfica de Finisterre (parroquia) entre 2000 y 2019 |
|                                                                              |
| Datos según el nomenclátor publicado por el INE.                             |

### Villa
| Gráfica de evolución demográfica de Fisterra (villa) entre 2000 y 2019 |
|                                                                        |
| Datos según el nomenclátor publicado por el INE.                       |